# ユートランス
株式会社ユートランスは愛知県知多郡武豊町に本社を置く総合物流企業である。

## 沿革
- 1957年 - 内海急送合資会社を設立。
- 1992年 - 株式会社ユートランスに改称。